# Katirs (peuple)
 (août 2024).
La mise en forme du texte ne suit pas les recommandations de Wikipédia : il faut le « wikifier ».
Les points d'amélioration suivants sont les cas les plus fréquents. Le détail des points à revoir est peut-être précisé sur la page de discussion.
- Les titres sont pré-formatés par le logiciel. Ils ne sont ni en capitales, ni en gras.
- Le texte ne doit pas être écrit en capitales (les noms de famille non plus), ni en gras, ni en italique, ni en « petit »…
- Le gras n'est utilisé que pour surligner le titre de l'article dans l'introduction, une seule fois.
- L'italique est rarement utilisé : mots en langue étrangère, titres d'œuvres, noms de bateaux, etc.
- Les citations ne sont pas en italique mais en corps de texte normal. Elles sont entourées par des guillemets français : « et ».
- Les listes à puces sont à éviter, des paragraphes rédigés étant largement préférés. Les tableaux sont à réserver à la présentation de données structurées (résultats, etc.).
- Les appels de note de bas de page (petits chiffres en exposant, introduits par l'outil «  Source ») sont à placer entre la fin de phrase et le point final[comme ça].
- Les liens internes (vers d'autres articles de Wikipédia) sont à choisir avec parcimonie. Créez des liens vers des articles approfondissant le sujet. Les termes génériques sans rapport avec le sujet sont à éviter, ainsi que les répétitions de liens vers un même terme.
- Les liens externes sont à placer uniquement dans une section « Liens externes », à la fin de l'article. Ces liens sont à choisir avec parcimonie suivant les règles définies. Si un lien sert de source à l'article, son insertion dans le texte est à faire par les notes de bas de page.
- La présentation des références doit suivre les conventions bibliographiques. Il est recommandé d'utiliser les modèles {{Ouvrage}}, {{Chapitre}}, {{Article}}, {{Lien web}} et/ou {{Bibliographie}}. Le mode d'édition visuel peut mettre en forme automatiquement les références.
- Insérer une infobox (cadre d'informations à droite) n'est pas obligatoire pour parachever la mise en page.

Pour une aide détaillée, merci de consulter Aide:Wikification.
Si vous pensez que ces points ont été résolus, vous pouvez retirer ce bandeau et améliorer la mise en forme d'un autre article.
Les Katirs (également orthographié Kati, Kator et Kata ) sont une tribu nuristane d' Afghanistan et du Pakistan .

## Étymologie
Le groupe Katir [ka 'tɘ] ou Kata Kafir était numériquement le groupe dominant parmi les tribus Siah-Posh (en persan « portant/vêtus de noir »), ou Kafirs noirs. Ils peuplaient environ quarante villages dans la vallée de Bashgul et étaient au nombre d'environ 40 000 (1890).
La partie supérieure de la vallée de Bashgul au Nuristan ( Afghanistan ) est connue sous le nom de Katirgul. On l'appelle aussi Lutdeh en Chitrali et Kantozi en Pachtoune .
Selon George Scott Robertson, le clan Katir Siah-Posh installé dans la vallée de Katirgul s'appelait Kamtoz (ou Camtoz ) en pachtoune et Lutdehhchis en chitrali ( The Kafirs of the Hindu Kush, p. 71 ). Mais le site Internet de l'enquêteur américain Richard Strand suggère que le nom Kamtoz/Kamtozi pourrait s'appliquer à tous les Katirs de l'ancien groupe Siah-Posh, y compris les Ramguli et les Kulam Katirs .
On trouve des noms alternatifs pour Kamtoz comme Camtozi, Kantozi . Malgré leur nature farouchement indépendante, les Katirs, avec la tribu Kom, étaient tributaires du Mehtar (chef tribal) de Chitral . La nature de cette relation tributaire était pourtant assez incohérente car les Katirs et les Koms attaquaient souvent le territoire de Chitrali pour capturer du bétail et chasser des têtes. En représailles, les Mehtars envahirent la vallée de Bashgul et asservirent des villages entiers. Sous le règne du Mehtar Aman-ul-Mulk, la relation fut cependant formalisée et les Katirs furent contraints de payer un tribut annuel d'esclaves.
De nombreux chercheurs ont relié les noms Katir/Kator/Kata et Kam / Kom aux anciens Kambojas. La tribu Katir se rencontre aussi à Chitral où elle est mêlée aux Chitralis. Il existe une pierre appelée Kata Boht située dans la vallée d'Ozhore (Juwara) à Chitral. La tribu Katir vit également à Ozhore et dans d'autres parties du district de Chitral. Traditionnellement la possession d’animaux ou de terres permet de juger de la richesse parmi les locaux. Comme la tribu Katir de Chitral était considérée comme relativement riche, au fil du temps, les locuteurs du chitrali ont commencé à utiliser kata pour signifier « riche » ou « grand ».

## Histoire
Le Kafiristan est une région montagneuse de l' Hindou Kouch qui était isolée et politico-culturellement indépendante jusqu'à la conquête afghane de 1896. La région était devenue le refuge d'un ancien groupe de peuples indo-européens probablement mélangés à un substrat plus ancien, ainsi que le refuge d'un groupe kafir distinct de langue indo-iranienne dardique. Les habitants étaient connus sous le nom de « kafirs » en raison de leur polythéisme persistant (étroitement lié à la religion védique) tandis que d'autres régions voisines étaient  devenues musulmanes. Cependant, une influence venant de noms de districts du Kafiristan comme Katwar ou Kator et du nom ethnique Katir a également été suggérée. Les Kafirs étaient divisés en Siyah-Posh, comprenant cinq sous-tribus qui parlaient la langue Kata tandis que les autres étaient appelées Safed-Posh, comprenant les Paruni, Waigeli, Wamai et Ashkun.
Les peuples Nuristani/Kafir pratiquaient une forme d'hindouisme ancien, imprégnée d'ajouts développés localement. Les Kafirs, non rigvédiques, sont peut-être liés aux anciens Dasas . Ceci peut être déduit de faits linguistiques et théologiques. Les langues kafiri/nuristanes contiennent certaines caractéristiques phonétiques que l'on ne trouve pas dans les langues indo-iraniennes . Leur divinité principale est Imra, c'est-à-dire Yamaraja, qui a été amené là par les Dasas qui adoraient les Asuras, en particulier Yama et Varuna . Leur déesse principale était Disani. Ils vénéraient également Indra ou Inder.

### Invasion de Tamerlan (1398)
Sur sa route vers l'Inde, Tamerlan attaqua les Siyah-Posh en 1398, après avoir reçu des plaintes de la ville commerçante d' Andarab concernant des raids de Kafirs. Il y pénétra par le col de Khawak et y restaura une ancienne forteresse. Tamerlan s'est personnellement attaqué à Kator/Katwar et a envoyé un détachement de 10 000 soldats contre les Siyah-Posh puis a fait détruire le fort de Kator/Katwar abandonné par les Kafirs tandis que les maisons de la ville ont été brûlées.
Les Katirs se réfugièrent au sommet d’une colline et beaucou furent tués dans l’affrontement qui s’ensuivit. Certains ont résisté pendant trois jours mais ont accepté de se convertir après que Tamerlan leur a proposé le choix entre la mort et l'islam. Mais ils ont rapidement apostasié et ont tendu une embuscade aux soldats musulmans dans la nuit. Ils furent cependant repoussés et un certain nombre de Katirs furent tués, 150 d'entre eux furent faits prisonniers puis exécutés. Tamerlan ordonna à ses hommes de « tuer tous les hommes, de faire prisonniers les femmes et les enfants, et de piller et de détruire tous leurs biens ». Ses soldats exécutèrent l'ordre et il leur ordonna de construire une tour avec les crânes des Katirs morts. Son détachement envoyé contre les Siyah-Posh rencontra cependant une forte résistance et fut mis en déroute. Un petit détachement de 400 hommes sous les ordres de Muhammad Azad fut envoyé et vainquit les Katirs, récupérant les chevaux et les armures perdus par le précédent détachement. Tamerlan a conquis quelques places plus tard. Rien de plus ne se trouvant dans les sources historiques, il s'est probablement détourné des terres des Siyah-Posh. Il a ensuite procédé ensuite à l'extermination d'autres tribus afghanes rebelles et traversé la rivière Sindhu en septembre 1398.

### Conversion à l'Islam (fin du XIXe siècle)
La frontière entre l'Afghanistan et l'Inde britannique a été délimitée entre 1894 et 1896 . Une partie de la frontière située entre Nawa Kotal, à la périphérie du pays Mohmand, et la vallée de Bashgal, à la périphérie du Kafiristan, a été délimitée en 1895 par un accord conclu le 9 avril 1895. L'émir Abdur Rahman Khan a envahi le Kafiristan au cours de l'hiver 1895-1896 et l'a capturé en 40 jours selon son autobiographie. Certaines colonnes l'envahirent depuis l'ouest à travers le Panjshir jusqu'à Kullum, le fort le plus puissant de la région. D'autres colonnes venues du nord traversèrent le Badakhshan et d'autres venues de l'est traversèrent Asmar . Une petite colonne est également venue du sud-ouest via Laghman . Un petit nombre de réfugiés Katirs ont réussi à s'échapper en traversant la frontière vers le territoire Kalash, situé du côté britannique. Des villages ont été fondés par ceux-ci dans un certain nombre de vallées, notamment Brumbutal dans la vallée de Bumboret et Kunisht dans une vallée Kalash voisine, mais ceux-ci deviendront également musulmans. Les Katirs en majorité se sont convertis à l'Islam. Le Kafiristan a été rebaptisé Nuristan.
L'ancien peuple du Kafiristan a été rebaptisé Nuristani ("les Illuminés"), à partir du nom propre Nuristan ("Terre des Lumières").
Georg Morgenstierne a visité la vallée de Bumboret en 1929 lors de son travail de terrain sur les langues nuristani (kafir) . Il a rencontré les deux derniers prêtres « kafirs » non convertis de la région, appelés Bagashai et Kareik. Bagashai est décédé après 1935.
Vers 1890, la classification des Katirs a été subdivisée comme suit :
- Les Katirs de la vallée de Bashgul .
- Les Katirs de la vallée de Kti ,
- Les Kulam Katirs du pays de Kulam
- Les Ramguli Katirs de la vallée de Ramgul .
- Les Kata de Chitral : Gobor, Rumbur, Bumboret[réf. nécessaire]</link>
- Les Jana Matongdir Katirs de la vallée d'Ozhor .